# Causerieën (Multatuli)
De Causerieën van Multatuli bestaan uit een verzameling teksten, die hij in het jaar 1869 in de maanden april tot december schreef. Ze waren bedoeld voor publicatie in het nieuws- en advertentieblad De Locomotief in Semarang in voormalig Nederlands-Indië.
Op 24 mei 1869, een maandag, kondigde de redactie de reeks bijdragen aan. De krant zou de jaren daarop ook op dinsdagen en zaterdagen verschijnen, en op die dagen waren de praatjes van Multatuli bedoeld. De dag daarop, dinsdag 25 mei 1869, verscheen de eerste aflevering. In totaal zouden er een 30 tal afleveringen in de krant verschijnen, de laatste op 15 februari 1870.
Er zijn diverse problemen met deze teksten:
- Ondanks dat deze courant bekendstond als zeer vooruitstrevend, hield de redactie zich het recht voor om de teksten te redigeren.
- De volgorde van de kranten-publicaties komt niet overeen met die zoals Multatuli het had bedoeld.
- Er ontbreken grote en kleine stukken, al dan niet omdat de redactie het met de strekking van die teksten niet eens was.

Van de Causerieën worden de volgende bronnen op de afdeling Bijzondere Collecties van de Universiteit van Amsterdam bewaard:
- handschriften van Multatuli
- kranten-publicaties

Niet van alle teksten zijn handschriften bewaard gebleven. Ze bevatten een voor- of tussenstadium van de tekst. Van de kopij in netschrift, die naar Semarang werd gestuurd, is niets bewaard gebleven of teruggevonden.
Bij de aan Multatuli toegestuurde knipsels, zijn in de marges af en toe aantekeningen en aanvullingen/tekst-varianten door Multatuli en Mimi te vinden.
Behalve de compilatie die Garmt Stuiveling van de teksten maakte voor deel IV van de Volledige Werken van Multatuli, is de tekst verder nooit uitgegeven.
Multatuli stond erop, dat in plaats van de ij-met-puntjes, de griekse y-zonder-puntjes werd gebruikt bij de gedrukte teksten van hem. 
Opvallend is wel, dat Dekker in zijn manuscripten nergens een griekse-y gebruikt, maar altijd wel de ij. Waarop hij zo op afgaf. Dat geldt trouwens ook voor de lange-s, hetgeen het voor "twintigste-eeuwers" soms wat lastig maakt woorden de tekst te ontcijferen. Voor wat de publicaties in de Loconotief betreft valt op, dat daar heel vaak de ij in de afleveringen te vinden is. Die teksten moesten met de hand gezet worden, en in een letterkast is slechts een klein vakje gereserveerd door de griekse-y. En dan kon het gebeuren. dat die letter y op was.

## lijst met publicatie-data in De Locomotief
Op de site van de Koninklijke Bibliotheek te Den Haag zijn op de afdeling "kranten" een zestal gedigitaliseerde afleveringen van De Locomotief in te zien. Op dit moment wordt er gewerkt om zo snel mogelijk alle materiaal online beschikbaar te maken.
| Causerie             | publicatie-data in "De Locomotief"    | link krantensite KB den Haag                |
| -------------------- | ------------------------------------- | ------------------------------------------- |
| introductie redactie | 24-05-1869                            | 24-05-1869                                  |
| I                    | 25-05, 29-05-1869                     | 25-05-1869 29-05-1869                       |
| II                   | 6-07, 10-07-1869                      | 06-07-1869                                  |
| III                  | 10-07, 13-07, 15-07, 20-07-1869       | 10-07-1869 13-07-1869 15-07-1869 20-07-1869 |
| IV                   | 20-07, 24-07, 27-07-1869              | 20-07-1869 24-07-1869 27-07-1869            |
| V                    | 29-07, 03-08-1869                     | 29-07-1869                                  |
| VI                   | 10-08, 12-08, 17-08-1869              | 10-08-186912-08-1869 17-08-1869             |
| VII                  | niet in De Locomotief                 |                                             |
| VIII                 | niet in De Locomotief                 |                                             |
| IX                   | 21-09, 23-09, 28-09-1869              | 21-09-1869 23-09-1869 28-09-1869            |
| X                    | 05-10, 16-10, 19-10-1869              | 05-10-1869 16-10-1869 19-10-1869            |
| XI                   | 19-10, 21-10, 02-11-1869              | 19-10-1869 21-10-186902-11-1869             |
| XII                  | 24-12-1869:                           | 24-12-1869                                  |
| XIII                 | niet in De Locomotief                 |                                             |
| XIV                  | 05-12-1869 (deels niet in locomotief) | 05-12-1869                                  |
| XV                   | niet in De Locomotief                 |                                             |
| XVI                  | 04-11-1869                            |                                             |
| XVI                  | 22-12-1869                            | 22-12-1869                                  |
| XVII                 | 31-01, 02-02, 04-02-1870              | 31-01-1869 02-02-1870 04-02-1870            |
| XVIII                | 15-02-1870                            |                                             |

## Universiteits Bibliotheek Amsterdam
Op de afdeling "Bijzondere Collecties" op de Turfmarkt te Amsterdam worden de originelen bewaard. Van alles zijn microfiches gemaakt, en die zijn op aanvraag te bekijken. Onderstaande tabel geeft de signaturen, waaronder dit materiaal is geregistreerd.
| oud plaatsnummer | huidige signatuur | datum                           | titel / beschrijving                              | Volledige werken |
| ---------------- | ----------------- | ------------------------------- | ------------------------------------------------- | ---------------- |
| Multatuli 753    | XLV A 3           | 1869                            | Causerieën                                        | IV               |
| Multatuli 711    | XLV B 725         | 24 mei 1869                     | Redactioneel artikel in De Locomotief te Semarang | XIII, 500        |
| Multatuli 711    | XLV B 726         | 25 mei 1869                     | Causerieën I in De Locomotief                     | IV, 103          |
| Multatuli 745    | XLV D 410         | mei 1869                        | Causerieën I in De Locomotief (reproductie)       | IV, 103          |
| Multatuli 746    | XLV D 411         | juli 1869                       | Causerieën II in De Locomotief (reproductie)      | IV, 113          |
| Multatuli 747    | XLV D 412         | juli 1869                       | Causerieën III in De Locomotief (reproductie)     | IV, 123          |
| Multatuli 748    | XLV D 414         | juli 1869                       | Causerieën IV in De Locomotief (reproductie)      | IV, 137          |
| Multatuli 749    | XLV D 415         | 29 juli 1869                    | Causerieën V (1) in De Locomotief (reproductie)   | IV, 148          |
| Multatuli 750    | XLV D 417         | augustus 1869                   | Causerieën VI in De Locomotief (reproductie)      | IV, 157          |
| Multatuli 751    | XLV D 419         | september 1869                  | Causerieën IX in De Locomotief (reproductie)      | IV, 190          |
| Multatuli 756    | XLV B 730         | 23 september 1869               | Causerieën IX (2) in De Locomotief                | IV, 190          |
| Multatuli 756    | XLV B 731         | 5, 16, 19 oktober 1869          | Causerieën X in De Locomotief                     | IV, 202          |
| Multatuli 756    | XLV B 736         | 19, 21 oktober, 2 november 1869 | Causerieën XI in De Locomotief                    | IV, 214          |
| Multatuli 756    | XLV B 745         | 5 december 1869                 | Causerieën XIV in De Locomotief                   | IV, 247          |
| Multatuli 756    | XLV B 749         | 22 december 1869                | Causerieën XVI in De Locomotief                   | IV, 269          |
| Multatuli 756    | XLV B 750         | 24 december 1869                | Causerieën XII in De Locomotief                   | IV, 225          |
| Multatuli 754    | XLV D 436         | 31 januari 1870                 | Causerie XVII in De Locomotief                    | IV, 276          |
| Multatuli 754    | XLV D 437         | 2 februari 1870                 | Causerie XVII (2) in De Locomotief                | IV, 276          |
| Multatuli 754    | XLV D 438         | 4 februari 1870                 | Causerie XVII (3) in De Locomotief                | IV, 276          |
| Multatuli 755    | XLV D 439         | 15 februari 1870                | Causerie XVIII in De Locomotief                   | IV, 297          |
| Multatuli 796    | XLV D 462         | 24 oktober 1870                 | Bijdrage van Douwes Dekker in De Locomotief       | XIV, 206         |

### links naar DBNL-site
- Causerie I
- Causerie II
- Causerie III
- Causerie IV
- Causerie V
- Causerie VI
- Causerie VII
- Causerie VIII
- Causerie IX
- Causerie X
- Causerie XI
- Causerie XII
- Causerie XIII
- Causerie XIV
- Causerie XV
- Causerie XVI
- Causerie XVII
- Causerie XVIII
- Verantwoording van Stuiveling

Literatuur:
- Gerard Termorshuizen: "Journalisten en heethoofden, Een geschiedenis van de Indisch-Nederlandse dagbladpers, 1744-1905", Nijgh & Van Ditmar, Amsterdam, KITLV Uitgeverij, Leiden, ISBN Nijgh & van Ditmar 90 3887426x, ISBN KITLV 90 6718186 2, blz. 363-432